# Calippus (Mondkrater)
Calippus ist ein relativ kleiner Einschlagkrater auf der Nordhalbkugel des Erdmondes. Er liegt in den östlichen Ausläufern der zerklüfteten Montes Caucasus Gebirgskette. Im Nordosten zeichnen sich die Überreste des Kraters Alexander ab, im Südosten grenzt er an das Ufer des Mare Serenitatis. Zwischen dem Kraterrand und dem Rand des Mondmeeres verläuft eine Geländestufe namens Rima Calippus mit einer Länge von 40 Kilometern in einem Bogen in nordöstlicher Richtung.
Der Außenrand von Calippus ist unregelmäßig geformt und weist im Nordosten Ausbuchtungen auf. Dasselbe gilt für die Westseite, wo sich darüber hinaus auf der Innenseite eine Terrasse aus abgerutschtem Geröll findet. Der Kraterumfang ist von einem sanften Wall umgeben, der an das zerklüftete Gelände des Gebirgszuges angrenzt. Der Kraterboden innerhalb der scharfkantigen Innenwände ist rau und unregelmäßig. Die Entstehungszeit des Kraters fällt in die früh-imbrische Periode.
| Buchstabe | Position           | Durchmesser | Link |
| --------- | ------------------ | ----------- | ---- |
| A         | 37,04° N, 7,85° O  | 16 km       |      |
| B         | 36,07° N, 10,07° O | 7 km        |      |
| C         | 39,41° N, 9,16° O  | 38 km       |      |
| D         | 36,36° N, 11,3° O  | 4 km        |      |
| E         | 38,9° N, 11,87° O  | 5 km        |      |
| F         | 40,58° N, 9,96° O  | 7 km        |      |
| G         | 41,28° N, 11,55° O | 4 km        |      |

Der Krater wurde 1935 von der IAU offiziell nach dem griechischen Astronomen Kallippos von Kyzikos benannt.